# Deilephila daubi
Deilephila daubi är en fjärilsart som beskrevs av Friedrich Wilhelm Niepelt 1908. Deilephila daubi ingår i släktet Deilephila och familjen svärmare. Inga underarter finns listade i Catalogue of Life.